# Kaple svaté Anny (Brná)
Kaple svaté Anny Samotřetí v Brné v Ústí nad Labem je pozdně barokní stavba z roku 1756 zasvěcená svaté Anně. 

## Architektura
Kaple je obdélná s půlkruhovým závěrem a šestibokou zvonicí s cibulkou na střeše. V cibulovité věžičce se nachází litinový zvon. V průčelí kaple jsou nárožní pilastry a římsa nesoucí štít s křídly. Nad vchodem je kartuš s letopočtem 1756. Uvnitř má kaple plochý strop. Interiér obsahuje lidové plastiky sv. Floriána, sv. Anny Samotřetí a sv. Josefa, které pocházejí z 1. poloviny 19. století. V minulosti kolem kaple stávala náves ve tvaru okrouhlice. Vede kolem ní silnice II/261, v Brné pojmenovaná jako Sebuzínská ulice. Od nedaleké konečné autobusové zastávky vede kolem kaple naučná stezka „Pod Vysokým Ostrým“ směřující přes Průčelskou rokli a labské úbočí na hrad Střekov.

## Poloha
Leží na území farnosti Církvice. Od května 1958 je kaple kulturní památkou.